# St. Joseph (Weißenkirchen)

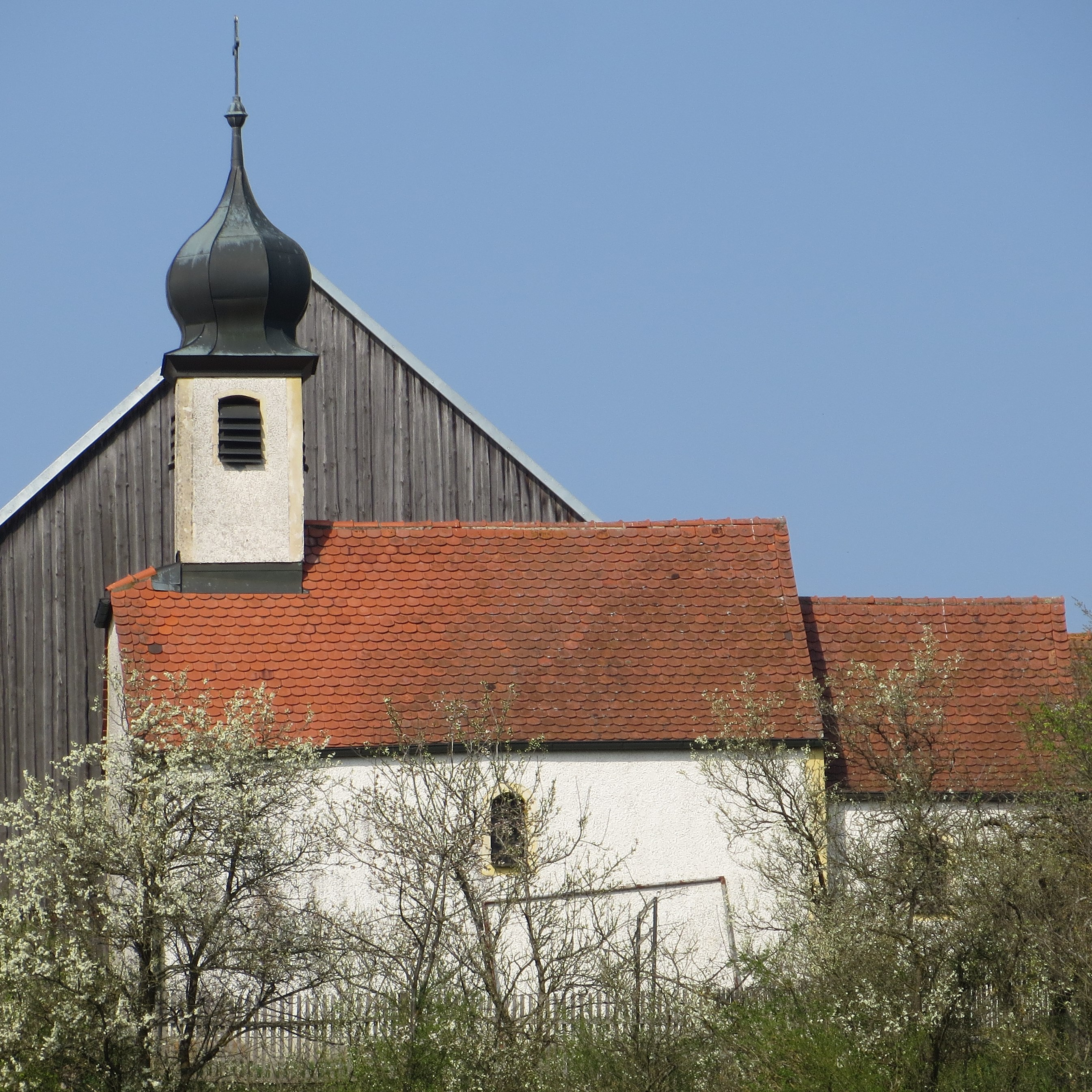
St. Joseph (Weißenkirchen)

Die römisch-katholische, denkmalgeschützte Filialkirche St. Joseph steht in Weißenkirchen, einem Gemeindeteil des Marktes Laaber im Landkreis Regensburg in der Oberpfalz. Die Kirche gehört zum Bistum Regensburg. Das Bauwerk ist unter der Denkmalnummer D-3-75-162-43 als Baudenkmal in die Bayerische Denkmalliste eingetragen.

## Beschreibung
Die spätromanische Saalkirche wurde im 13. Jahrhundert erbaut und 1654 verändert. Sie besteht aus einem Langhaus und einem eingezogenen, quadratischen Chor. Aus dem Satteldach des Langhauses erhebt sich im Westen ein quadratischer Dachreiter, der den Glockenstuhl beherbergt, und der mit einer Zwiebelhaube bedeckt ist.
Der Innenraum des Langhauses ist mit einer Holzbalkendecke überspannt, der des Chors mit einer Flachdecke. Zur Kirchenausstattung gehört ein Altar, in dessen Nische in der Mitte die spätgotische Statue des Apostels Paulus steht. Die ursprüngliche Statue von 1715/20 des heiligen Joseph steht heute an der Wand des Langhauses.